# Naguib Sawiris

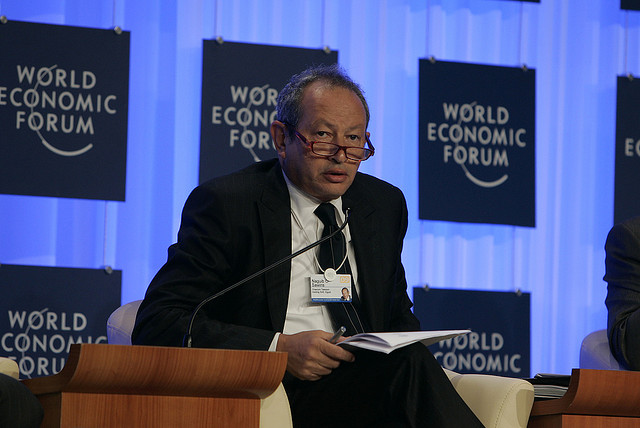
Naguib Sawiris.

Naguib Sawiris (Sawires, en árabe نجيب ساويرس), es un magnate egipcio de las telecomunicaciones. Pertenece una familia adinerada de la minoría copta, proveniente del Alto Egipto, y, según la clasificación de la revista Forbes, tiene una fortuna estimada de 2600 millones de dólares estadounidenses (lo que le coloca como el número 278 del mundo).
Naguib Sawiris controla Weather Investments, un holding que a su vez es la propietario de un 50% más una acción de la operadora de telecomunicaciones egipcia Orascom Telecom (de la que Sawiris es presidente ejecutivo) y el 100% de la italiana Wind, operador de telefonía móvil y fija y de acceso a Internet. La familia Sawiris controla directa o indirectamente el 57% de Orascom Telecom.
Naguib es el hijo mayor de Onsi Sawiris, el patriarca de la familia. Estudió en un colegio alemán de El Cairo y más tarde en la Escuela Politécnica de Zúrich. Tras su graduación entró en la empresa familiar Orascom en 1979. Allí se encargó del crecimiento de la compañía en los sectores de los ferrocarriles, las tecnologías de la información y las telecomunicaciones. En 1997, se creó Orascom Telecom, de la que Sawiris fue nombrado presidente ejecutivo, cargo que ocupa actualmente.